# Fausta Labia
Fausta Labia (3 de abril de 1870-6 de octubre de 1935) fue una soprano de ópera italiana que estuvo activa principalmente desde 1892 hasta 1908. Hizo su debut en Nápoles en abril de 1892 como Valentine en Los hugonotes de Meyerbeer. Después de compromisos en la Ópera Real de Estocolmo (1893-1895) y Lisboa (1896), regresó a Italia, donde actuó primero en Turín, Roma y Bolonia. A partir de entonces, sus actuaciones notables incluyeron el papel principal en Iris de Mascagni en La Fenice en Venecia (1900) y Sieglinde en La valquiria de Wagner en La Scala de Milán (1901).

## Orígenes, familia y educación
Nacida en Verona el 3 de abril de 1870, Fausta era hija de Gianfrancesco Labia, conde veneciano, y de Cecilia Dabalà, que era cantante y profesora de canto. Su hermana menor, Maria, se convirtió en una célebre cantante de ópera. Fue entrenada por su madre y por la soprano Maria Spezia-Aldighieri. En 1907 se casó con el tenor Emilio Perea con quien tuvo una hija, Gianna Perea-Labia (1908-1994), también soprano de ópera. El matrimonio se disolvió en 1911.

## Carrera profesional
Labia hizo su debut en el Teatro de San Carlos de Nápoles el 10 de abril de 1892 como Valentine en Los hugonotes de Meyerbeer. Actuó en el Teatro Filarmonico de Verona durante la temporada 1892-1893, apareciendo como Isabelle en Roberto el diablo de Meyerbeer y como Margherita en Mefistófeles de Boito.
El director de la Ópera Real de Estocolmo, Axel Rundberg, contrató a Labia para la temporada 1893-1894 como sustituta de Carolina Östberg, que iba a realizar una gira por los Estados Unidos. Apareció por primera vez en septiembre de 1893 como Margherita y Elena en 'Mefistófeles, recibiendo elogios de la audiencia. Ese noviembre apareció en el papel principal de La Gioconda de Ponchielli, seguida de Santuzza en Cavalleria rusticana de Mascagni, Elisabeth en Tannhäuser de Wagner, Valentine, Leonora en El trovador de Verdi y el papel principal en su Aida. También dio recitales, en particular en diciembre de 1893 cuando encantó a la audiencia con el aria «Infelice» de Mendelssohn acompañada por la Orquesta Filarmónica de Oslo. En la temporada 1894-1895, nuevos papeles incluyeron a Adalgisa en Norma de Bellini, Donna Anna en Don Giovanni de Mozart y, en su última aparición en Estocolmo el 30 de mayo de 1895, Nedda en Pagliacci de Leoncavallo. En Suecia, ganó reconocimiento por su entrega artística y su agradable habilidad escénica.
A partir de entonces, Labia pasó un año en el Teatro Nacional de San Carlos de Lisboa antes de regresar a Italia para cantar en Turín. En 1897, se presentó en el Ópera Estatal de Praga, después de lo cual cantó en Trieste y Bolonia. En 1898, Labia apareció en la Exposición Italiana de Turín, contribuyendo al estreno mundial de las Quattro pezzi sacri de Verdi, dirigida por Arturo Toscanini en presencia del compositor. Entre sus actuaciones más notables se encuentran el papel principal en Iris de Mascagni en La Fenice de Venecia (1900) y Sieglinde en La valquiria de Wagner en La Scala de Milán (1901). Pasó gran parte del resto de su carrera en el Teatro Costanzi de Roma, donde se especializó en papeles de Wagner. En 1902 apareció como Brünnhilde en Sigfrido de Wagner. Después de casarse con Emilio Perea en 1907, se retiró de los escenarios pero tras su divorcio en 1911 apareció por última vez en Buenos Aires como Eva en Los maestros cantores de Núremberg de Wagner. Luego se convirtió en profesora de canto en Roma.
Fausta Labia murió en Roma el 6 de octubre de 1935.